# Koller (Familienname)
Koller ist ein Familienname.

## Namensträger

### A
- Adil Koller (* 1993), Schweizer Politiker (SP)
- Adolf Koller (1832–1881), deutscher Journalist und Schriftsteller
- Albert von Koller (1849–1942), österreichischer General
- Albert Koller (Statistiker) (1894–1957), Schweizer Lehrer und Statistiker
- Alexander von Koller (1813–1890), österreichischer General
- Alexander Koller (Politiker) (1834–1900), österreichischer Politiker, Steirischer Landtagsabgeordneter und Vizebürgermeister von Graz
- Alexander Koller (Historiker) (* 1960), deutscher Historiker
- Alexander Koller (Snowboarder) (* 1975), österreichischer Snowboarder
- Alexander Koller (Dirigent) (* 1979), österreichischer Dirigent und Chorleiter
- Alexander Koller (Tontechniker), österreichischer Tontechniker
- Alfred Koller (* 1953), Schweizer Jurist und Hochschullehrer
- Andreas Koller (Politiker) (1799–1875), österreichischer Jurist und Bürgermeister von Klagenfurt
- Andreas Koller (Journalist) (* 1961), österreichischer Journalist
- Angela Koller (* 1983), Schweizer Politikerin
- Angelika Koller (* 1955), deutsche Schriftstellerin
- Anton Müller-Koller (1894–nach 1961), Schweizer Landwirtschaftslehrer und Verbandsfunktionär
- Arabella Koller (* 2000), österreichische Tennisspielerin
- Armin Rudolf Koller (1897–1977), Schweizer Maler
- Arnold Koller (Mediziner) (1874–1959), Schweizer Psychiater
- Arnold Koller (* 1933), Schweizer Politiker (CVP)

### B
- Barbara Koller († 1675), österreichische Abdeckerin, als Hexe hingerichtet, siehe Zauberbubenprozesse in Salzburg
- Benedikt Koller (Fussballspieler) (* 1990), Schweizer Fußballspieler
- Benedikt Josef von Koller (1767/1769–1798 oder 1817), Dramatiker und Dichter
- Bernd Koller (* 1971), österreichischer Maler
- Bernhard Koller (1934–1955), deutscher Lyriker
- Brigitte Häberli-Koller (* 1958), Schweizer Politikerin (CVP) und Ständerätin
- Broncia Koller-Pinell (1863–1934), österreichische Malerin

### C
- Cajetan Koller (1798–1872), deutscher Arzt und Abgeordneter
- Carl Koller (1857–1944), österreichischer Augenarzt und Pionier der modernen Lokalanästhesie
- Christian Koller (* 1971), schweizerischer Historiker
- Christian Koller (Jurist) (* 1981), österreichischer Rechtswissenschaftler
- Christine Koller (Autorin, 1925) (1925–1978), deutsche Autorin
- Christine Koller (Autorin, 1967) (* 1967), deutsche Autorin
- Corina Koller, österreichische Opernsängerin

### D
- Dagmar Koller (* 1939), österreichische Sängerin und Schauspielerin
- Daphne Koller (* 1968), US-amerikanische Informatikerin

### E
- Edeltraud Koller (* 1970), österreichische römisch-katholische Theologin
- Edmund Koller (1930–1998), deutscher Bobfahrer
- Edwin Koller (1921–2005), Schweizer Politiker
- Elisabeth Koller-Glück (1923–2019), österreichische Grafikerin, Journalistin und Kunsthistorikerin
- Emmerich Koller (1920–2007), österreichischer Politiker (SPÖ)
- Ernst Koller (1875–1961), deutscher Landwirt und Politiker (DNVP), MdL Schaumburg-Lippe
- Erwin Koller (Mediziner) (Erwin Albert Koller; 1933–2015), Schweizer Physiologe und Hochschullehrer
- Erwin Koller (Theologe) (* 1940), Schweizer Theologe, Seelsorger und Publizist
- Erwin Koller (Germanist) (1947–2010), österreichischer Germanist und Lusitanist
- Etelka Kovacs-Koller (1952–2023), deutsch-ungarische Malerin

### F
- Felix Koller (Maler) (1909–1990), deutscher Maler
- Felix Koller (Reiter) (* 1997), österreichischer Springreiter
- Felix Koller (Fußballspieler) (* 1998), österreichischer Fußballspieler
- Franz von Koller (1767–1826), österreichischer General
- Franz Koller (Politiker, I), deutscher Politiker, MdL Bayern
- Franz Koller senior, österreichischer Politiker (ÖVP), Steiermärkischer Landtagsabgeordneter
- Franz Koller (Entomologe) (1909–1977), österreichischer Entomologe
- Franz Koller junior (1920–2004), österreichischer Politiker (ÖVP), Steiermärkischer Landtagsabgeordneter
- Franz Koller (Politiker, 1947) (* 1947), österreichischer Politiker (FPÖ), Bundesrat
- Friedrich Koller (* 1939), deutsch-österreichischer Bildhauer
- Fritz Koller (Mediziner) (Fritz Koller-Nagel-Neuhaus; 1906–1999), Schweizer Mediziner und Hochschullehrer
- Fritz Koller (Maler) (1929–1994), österreichischer Maler und Zeichner
- Fritz Koller (Historiker) (* 1949), österreichischer Historiker und Archivar

### G
- Georg Koller (1842–1899), deutscher römisch-katholischer Theologe
- Gottfried Koller (1902–1959), deutscher Biologe und Hochschullehrer
- Gottlieb Koller (1823–1900), Schweizer Eisenbahningenieur und Verwaltungsbeamter
- Günter Koller (* 1937), deutscher Kantor, Organist und Komponist
- György Koller (1923–1996), Gründer der ersten Privatgalerie Ungarns – Galerie Koller, Budapest

### H
- Hans Koller (Politiker, 1903) (1903–1994), Schweizer Landwirt, Kantonsrat und Regierungsrat aus dem Kanton Appenzell Ausserrhoden
- Hans Koller (Musiker, 1921) (1921–2003), österreichischer Jazzmusiker und Maler
- Hans Koller (Politiker, 1938) (1938–2010), deutscher Politiker (CSU)
- Hans Koller (Fußballspieler) (* 1958), österreichischer Fußballspieler
- Hans Koller (Wirtschaftswissenschaftler), deutscher Wirtschaftswissenschaftler
- Hans Koller (Musiker, 1970) (* 1970), deutscher Jazzmusiker
- Hans Koller (Politiker, 1971) (* 1971), deutscher Politiker (CSU)
- Hans-Christoph Koller (* 1956), deutscher Pädagoge und Hochschullehrer
- Hans Georg Koller (1665–1742), deutscher Kunstschreiner und Baumeister
- Hans Rolf Maria Koller, häufig Rolf Koller oder Hans R. Koller (1932–2015), deutscher Maler und Hochschullehrer
- Harald Koller (* um 1960), österreichischer Tischtennisspieler
- Heinrich Koller (Historiker) (1924–2013), österreichischer Historiker
- Heinrich Koller (Jurist) (1941–2023), Schweizer Rechtswissenschaftler
- Helene Koller-Buchwieser (1912–2008), österreichische Architektin
- Helmut Koller (Maler) (* 1954), österreichischer Maler
- Helmut Koller (* 1959), österreichischer Diplomat
- Herbert Koller (Manager) (1911–1995), österreichischer Manager
- Herbert Koller (Künstler) (* 1955), deutscher Bildhauer und Autor
- Hermann Koller (Maler) (1911–1972), deutscher Maler und Grafiker
- Hermann Koller (Altphilologe) (1918–1992), Schweizer Altphilologe
- Hubert Koller (* 1960), österreichischer Politiker
- Hugo Koller (1867–1949), Wiener Industrieller, Kunstfreund und Bibliophile

### I
- Ida Koller-Andorf (1930–2023), Publizistin
- Ingo Koller (* 1940), deutscher Richter, Rechtswissenschaftler und Hochschullehrer
- Ingrid Koller (* 1950), österreichische Filmeditorin

### J
- Jacob Koller (* 1980), US-amerikanischer Jazzmusiker
- Jael Koller (* 1989), Schweizer Unihockeyspielerin
- Jan Koller (* 1973), tschechischer Fußballspieler
- Jenny Thomann-Koller (1866–1949), Schweizer Frauen- und Kinderärztin
- Johann Koller (Unternehmer) (1917–2013), deutscher Unternehmer
- Johann Koller (Komponist) (1955–2021), österreichischer Musiker und Komponist
- Johann Caspar Koller (1808–1887), Schweizer Maler
- Johann Jakob Koller (1805–1879), Schweizer Textilunternehmer und Gemeinderat
- Johann Mathias von Koller, österreichischer Industrieller
- Johann Ulrich Koller (1753–1789), Schweizer Maler und Zeichner
- Jonas Koller (* 1993), deutscher Leichtathlet
- Jordan Koller (1858–1918), österreichischer Bildhauer
- Josef Koller (1872–1945), Wiener Volkssänger und Volksliedforscher
- Josef Koller (Autor) (* 1961/1962), deutscher Kinderbuchautor und Verleger
- Július Koller (Künstler) (1939–2007), slowakischer Künstler
- Julius Koller (Komponist) (* 1950), österreichischer Komponist und Musikpädagoge

### K
- Karl Koller (1857–1944), österreichischer Augenarzt, siehe Carl Koller
- Karl Koller (Politiker) (1863–1920), Schweizer reformierter Geistlicher, Unternehmer und freisinniger Politiker
- Karl Koller (Ingenieur) (1873–nach 1939), österreichischer Elektrotechniker und Hochschullehrer
- Karl Koller (Architekt) (1873–1946), Schweizer Architekt
- Karl Koller (General) (1898–1951), deutscher Pilot und General
- Karl Koller (Skirennläufer) (1919–2019), österreichischer Skirennläufer und Skilehrer
- Karl Koller (Fußballspieler) (1929–2009), österreichischer Fußballspieler
- Karl Koller (Physiker) (* 1938), deutscher Physiker und Hochschullehrer
- Karl Heinz Koller (1943–1995), österreichischer Fotograf und Videokünstler
- Károly Koller (Fotograf) (auch Carl Koller, Karl Koller; 1838–1889), österreichisch-ungarischer Fotograf
- Károly Koller (Journalist) (* 1968), deutscher Journalist, Schriftsteller und Filmemacher

### L
- Lara Koller (* 2007), deutsche Schauspielerin
- Lorenz Koller (Politiker) (* 1958), Schweizer Politiker (CVP)
- Lorenz Koller (Rennrodler) (* 1994), österreichischer Rennrodler
- Ludwig Koller (1922–1987), österreichischer Maler
- Lukas Koller (* 1999), deutscher Schauspieler, Sprecher, Synchronsprecher und Sänger

### M
- Manfred Koller (1941–2025), österreichischer Restaurator
- Marcel Koller (* 1960), Schweizer Fußballspieler und -trainer
- Marco Koller (Eishockeyspieler) (* 1957), Schweizer Eishockeyspieler
- Marco Koller (Fußballspieler) (* 1991), österreichischer Fußballspieler
- Marco Koller (Skirennfahrer) (* 1997), Schweizer Skirennfahrer
- Margot Koller (* 1941), österreichische Schriftstellerin
- Maria Magdalena Koller (1957–2019), österreichische Filmregisseurin und Drehbuchautorin
- Maria Koller-Feuchtinger (1897–1987), österreichische Politikerin
- Marian Koller (1792–1866), österreichischer Benediktiner, Mathematiker, Astronom und Verwaltungsbeamter
- Marianne Koller-Bohl (* 1953), Schweizer Politikerin
- Marina Koller (* 1981), deutsche Sängerin und Moderatorin
- Markus Koller (* 1972), deutscher Historiker (Südosteuropäische/Osmanische Geschichte)
- Martin Koller (* 1971), österreichischer Jazzmusiker
- Mathilde Koller (* 1950), deutsche Juristin, Leiterin des Verfassungsschutzes in Nordrhein-Westfalen
- Max Koller (Politiker) (1920–1999). Schweizer Politiker
- Max Koller (1933–2018), Schweizer Grafiker und Buchgestalter
- Michael Koller (Politiker) (1809–1861), deutscher Arzt und Politiker, MdL Bayern
- Michael Koller (Radsportler), deutscher Radsportler
- Michael Koller (Autor) (* 1972), österreichischer Schriftsteller
- Michael Koller (Politiker, 1976) (* 1976), deutscher Politiker
- Michael Koller (Fußballspieler) (* 1982), österreichischer Fußballspieler

### N
- Nicole Koller (* 1997), Schweizer Radsportlerin

### O
- Oskar Koller (1925–2004), deutscher Maler
- Oswald Koller (1852–1910), österreichischer Musikwissenschaftler, Germanist und Historiker
- Otto Koller (Zoologe) (1872–1950), österreichischer Zoologe
- Otto Koller (Historiker) (1919–1994), österreichischer Historiker und Bibliothekar
- Otto Koller-Dillier (1911–1994), Schweizer Bauunternehmer

### P
- Patrick Koller (Basketballspieler) (* 1972), Schweizer Basketballspieler und -funktionär
- Patrick Koller (* 1983), österreichischer Freestyle-Skier
- Paul Koller (Politiker) (1889–1950), österreichischer Politiker
- Paul Koller (Diplomat) (* 1952), Schweizer Diplomat
- Paul-Friedrich Koller (* 2002), österreichischer Fußballspieler
- Peter Koller (Architekt) (1907–1996), österreichisch-deutscher Architekt und Stadtplaner
- Peter Koller (Rechtsphilosoph) (* 1947), österreichischer Rechtsphilosoph und Rechtssoziologe
- Peter Koller (Musiker) (* 1954), ungarischer Gitarrist und Komponist
- Peter Koller (Rennfahrer), deutscher Motorradrennfahrer
- Philipp Koller (1861–nach 1928), Zitherspieler, Violinist und Musikwissenschaftler

### R
- Rafael Koller (* 1987), Schweizer Maler, Zeichner und Illustrator
- Raphael Koller (1893–1980), österreichischer Veterinärmediziner und Hochschullehrer
- Robert Koller, Schweizer Sänger (Bariton)
- Röbi Koller (* 1957), Schweizer Moderator
- Roland Koller (1942–2025), deutscher Jurist und Politiker (CSU)
- Rudolf Koller (1828–1905), Schweizer Maler
- Rudolf Koller (Ingenieur) (* 1934), deutscher Ingenieur und Hochschullehrer

### S
- Sabine Koller (* 1971), deutsche Slawistin und Judaistin
- Siegfried Koller (Künstler) (1908–1979), österreichischer Maler, Grafiker, Mosaizist und Architekt
- Siegfried Koller (1908–1998), deutscher Sozialmediziner
- Silvia Koller (1942–2010), deutsche Fernsehredakteurin
- Silvia Koller (Malerin) (1898–1963), österreichische Malerin
- Sven Koller (* 1986), deutscher Schauspieler

### T
- Theo Koller (1899–1985), Schweizer Gynäkologe
- Theodor Koller (Chemiker) (1840–nach 1900), deutscher Chemiker und Fachautor
- Theodor Koller (Biologe) (1936–2023), Schweizer Zellbiologe, Umwelthygieniker und Hochschullehrer
- Thomas Koller (Fotoma; 1972–2016), österreichischer Fotograf
- Tim Koller (* 1981), deutsch-österreichischer Schauspieler

### U
- Ulrike Rabmer-Koller (* 1966), österreichische Unternehmerin und Kammerfunktionärin
- Ulrike Maria Koller, Geburtsname von Die Mayerin (* 1984), österreichische Singer-Songwriterin

### V
- Veronika Koller (* 1973), österreichische Anglistin
- Violanda Lanter-Koller (* 1964), liechtensteinische Politikerin
- Volkmar Koller (vor 1493–nach 1513), sächsischer Amtmann

### W
- Walter Koller (Journalist) (1921–1975), Schweizer Journalist, Redakteur und Festspielschreiber
- Walter Koller (Mediziner) (* 1945), österreichischer Mediziner, Mikrobiologe, Krankenhaushygieniker und Hochschullehrer
- Walter Koller (Historiker) (* 1947), Schweizer Historiker
- Werner Koller (* 1942), emeritierter Professor für deutsche Sprachwissenschaft an der Universität Bergen
- Wilhelm von Koller (1811–1866), österreichischer Generalmajor
- Wilhelm Koller (1829–1884), österreichischer Historienmaler
- Wilhelm Koller (Geistlicher) (1859–1944), deutscher evangelischer Geistlicher und Gründer des CVJM Nürnberg(-Gostenhof)
- Wilhelm Koller (Oberkirchenrat) (1894–1988), Oberkirchenrat
- Wolf Koller († zwischen 1568 und 1570), sächsischer Beamter
- Wolfgang Koller (1904–1974), deutscher Lehrer, Mundartschriftsteller und Laienspielautor

### X
- Xavier Koller (* 1944), Schweizer Filmregisseur